# Distrito electoral de North Dry Creek
North Dry Creek (en inglés: North Dry Creek Precinct) es un distrito electoral ubicado en el condado de Pierce en el estado estadounidense de Nebraska. En el Censo de 2010 tenía una población de 158 habitantes y una densidad poblacional de 1,74 personas por km².

## Geografía
North Dry Creek se encuentra ubicado en las coordenadas 42°23′43″N 97°46′33″O / 42.39528, -97.77583. Según la Oficina del Censo de los Estados Unidos, North Dry Creek tiene una superficie total de 90.93 km², de la cual 90.93 km² corresponden a tierra firme y (0%) 0 km² es agua.

## Demografía
Según el censo de 2010, había 158 personas residiendo en North Dry Creek. La densidad de población era de 1,74 hab./km². De los 158 habitantes, North Dry Creek estaba compuesto por el 99.37% blancos, el 0% eran afroamericanos, el 0% eran amerindios, el 0% eran asiáticos, el 0% eran isleños del Pacífico, el 0% eran de otras razas y el 0.63% pertenecían a dos o más razas. Del total de la población el 0% eran hispanos o latinos de cualquier raza.